# 2073 Яначек
2073 Яначек (2073 Janáček) — астероїд головного поясу, відкритий 19 лютого 1974 року чехословацьким астрономом Любошем Когоутеком. Названо на честь чеського композитора, музикознавця, етнографа і педагога Леоша Яначека.
Тіссеранів параметр щодо Юпітера — 3,350.